# Elaphropus haemorroidalis
Elaphropus haemorroidalis is een keversoort uit de familie van de loopkevers (Carabidae). De wetenschappelijke naam van de soort werd in 1805 gepubliceerd door Ponza.